# Article 22 de la Constitution de la Cinquième République française
Article 21 Article 23
L'article 22 de la Constitution de la cinquième République française fait partie de la Constitution du 4 octobre 1958. 

## Texte
« Les actes du Premier ministre sont contresignés, le cas échéant, par les ministres chargés de leur exécution. »
— Article 22 de la Constitution du 4 octobre 1958

## Contenu
La notion de « ministres chargés de leur exécution » a été précisée par le Conseil d'État dans l'arrêt Sicard du 27 avril 1962 : les ministres chargés de leur exécution « sont ceux qui ont compétence pour signer ou contresigner les mesures réglementaires ou individuelles que comporte nécessairement l'exécution du décret ».
L'article a été interprété par les magistrats de manière très stricte. Le Conseil d'État a ainsi considéré que le contreseing des secrétaires d'État peut être « politiquement opportun, [mais] n'est jamais juridiquement nécessaire ».